# Norbert Nußbaum
Norbert Nußbaum (* 24. Juni 1953 in Köln) ist ein deutscher Architekturhistoriker und Hochschullehrer.

## Leben
Von 1974 bis 1982 studierte Nußbaum Geschichte, Kunstgeschichte und Lateinische Philologie an der Universität zu Köln. 1982 wurde er mit einer von Günther Binding betreuten Arbeit zu spätgotischen Dreistützenbauten in Bayern und Österreich promoviert. Von 1982 bis 1996 war er als wissenschaftlicher Mitarbeiter beim Rheinischen Amt für Denkmalpflege beschäftigt, seit 1986 als Leiter des Referats für Bauforschung. Nach zahlreichen Lehraufträgen an der Universität Köln wurde Nußbaum 1996 Professor für Baugeschichte an der Technischen Universität Dortmund und gründete zeitgleich mit Sabine Lepsky die Forschung am Bau GbR. 2001 kehrte er nach Köln als Leiter der Abteilung Architekturgeschichte des Kunsthistorischen Instituts zurück. 2019 ging er in den Ruhestand.
Seine Forschungsschwerpunkte liegen in der mittelalterlichen Architekturgeschichte, der Denkmalpflege und historischen Bauforschung.

## Schriften (Auswahl)
- mit Günther Binding (Hrsg.): Der mittelalterliche Baubetrieb nördlich der Alpen in zeitgenössischen Darstellungen. Darmstadt 1978.
- Die Braunauer Bürgerspitalkirche und die spätgotischen Dreistützenbauten in Bayern und Österreich (= Veröffentlichungen der Abteilung Architektur des Kunsthistorischen Instituts der Universität zu Köln. Band 21). Köln 1982.
- mit Elke Janßen-Schnabel: Das spätgotische Atriumsportal des Aachener Münsters. In: Jahrbuch der Rheinischen Denkmalpflege 34 (1992), S. 1–23.
- Die romanische Stiftskirche in Solingen-Gräfrath. Solingen 1992.
- Deutsche Kirchenbaukunst der Gotik. Entwicklung und Bauformen. 2., völlig neu bearbeitete Auflage. Darmstadt 1994.
- mit Sabine Lepsky: Das gotische Gewölbe. Eine Geschichte seiner Form und Konstruktion. Darmstadt 1999.
- mit Claudia Euskirchen, Stephan Hoppe (Hrsg.): Wege zur Renaissance. Beobachtungen zu den Anfängen neuzeitlicher Kunstauffassung im Rheinland und den Nachbargebieten um 1500. Köln 2003.
- Konformität und Individualität in der deutschen Architektur nach 1350. In: Jan A. Aertsen, Martin Pickavé (Hrsg.): „Herbst des Mittelalters“? Fragen zur Bewertung des 14. und 15. Jahrhunderts (= Miscellanea Mediaevalia. Band 31). Berlin / New York 2004, S. 231–248.
- Antike Bautechnik im Mittelalter. Wissenstransfer oder lernen durch Nachahmen? In: Dieter Boschung, Susanne Wittekind (Hrsg.): Persistenz und Rezeption. Weiterverwendung, Wiederverwendung und Neuinterpretation antiker Werke im Mittelalter (= Schriften des Lehr- und Forschungszentrums für die antiken Kulturen des Mittelmeerraumes. Band 6). Wiesbaden 2008, S. 161–188.
- mit Stephan Hoppe, Matthias Müller (Hrsg.): Stil als Bedeutung in der nordalpinen Renaissance. Wiederentdeckung einer methodischen Nachbarschaft. Regensburg 2008.
- mit Alexander Kobe: Kölner Profanbau des Mittelalters – Bestandserhebungen auf der Grundlage des Digitalen Stadtschichtenatlanten Köln. In: Thomas Otten u. a. (Hrsg.): Fundgeschichten – Archäologie in Nordrhein-Westfalen (= Schriften zur Bodendenkmalpflege in Nordrhein-Westfalen. Band 9), Mainz 2010, S. 261–263.
- (Hrsg.): Die gebrauchte Kirche. Symposium und Vortragsreihe anlässlich des Jubiläums der Hochaltarweihe der Stadtkirche Unserer Lieben Frau in Friedberg (Hessen) 1306–2006 (= Arbeitshefte des Landesamtes für Denkmalpflege Hessen. Band 15). Stuttgart 2010.
- mit Sabine Lepsky: Gotische Konstruktion und Baupraxis an der Zisterzienserkirche Altenberg (= Veröffentlichungen des Altenberger Dom-Vereins. Band 9, 11). 2 Bände. Bergisch Gladbach 2012.
- Unikat oder Serie? Zur Strategie gotischer Bauproduktion. In: Katja Schröck, David Wendland (Hrsg.): Traces of Making. Entwurfsprinzipien von spätgotischen Gewölben. Shape, Design, and Construction of Late Gothic Vaults. Petersberg 2014, S. 49–55.
- Der Chor von St. Stephan in Wien. Fragen zu dessen Hallenkonzept und seiner architektursprachlichen Deutung. In: Wiener Jahrbuch für Kunstgeschichte 62 (2014), S. 7–20.
- Die Liebfrauenkirche in Andernach. Zur Bauzeit der Westtürme und ihrer Helme. In: Klaus Gereon Beuckers, Cornelius Hopp (Hrsg.): Die Kölnisch-niederrheinische Spätromanik. Neue Aspekte eines Forschungsfeldes hochmittelalterlicher Architektur. Böhlau, Köln 2024, S. 183–192.